# Polarity (Brettspiel)
Polarity ist ein Brettspiel mit magnetischen Spielsteinen, welches Strategie, Geschicklichkeit und Physik vereint.

## Entstehung
Polarity wurde 1985 vom kanadischen Künstler und Designer Douglas Seaton entwickelt. Zum ersten Mal veröffentlicht wurde es 1986, seitdem haben die Rechte mehrmals den Besitzer gewechselt. Bisherige Herausgeber waren unter anderem Telemotion Technologies, Irwin Toy, Mattel und Temple Games, seit 2005 wird das Spiel durch Ekos verlegt.

## Aufbau
Das Spiel besteht aus einem roten und 52 schwarz-weißen magnetischen Spielstein (disks) und einer Spielunterlage. Das Spielfeld ist ein aufgedruckter Kreis, in der Mitte ist zusätzlich der Punkt für den roten Stein markiert.
Ziel des Spiels ist es Punkte zu sammeln, indem man Türme aus disks baut. 

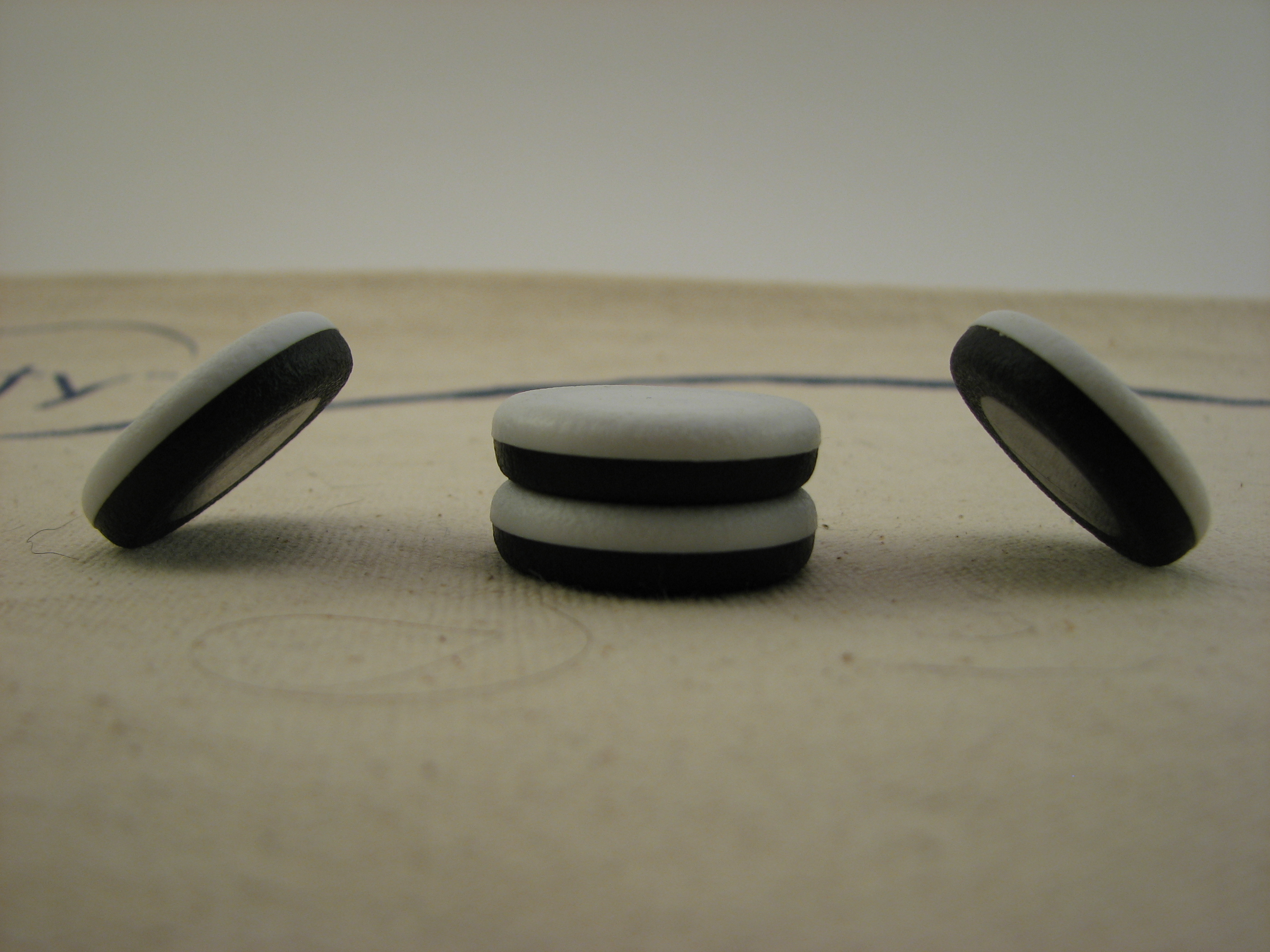
Zwei Spielsteine lehnen an einem Turm aus zwei Steinen

## Regeln
Ein Zug beginnt, sobald ein Spieler mit einem Stein seine Hand über den Spielkreis bewegt. Dabei muss seine Farbe nach oben zeigen. Alle Fehler, die während eines Zuges passieren, sind Fehler des aktiven Spielers. Ein Zug endet erst, sobald der Gegenspieler seinen Zug begonnen hat. Beide Spieler legen zunächst abwechselnd 5 Startsteine. Jeder Stein muss innerhalb des Spielfeldes liegen und darf weder den roten, noch einen anderen Spielstein berühren. Folgende Steine (leaner) werden an die eigenen "angelehnt", sie schweben im Gleichgewicht zwischen den abstoßenden magnetischen Feldern und der Schwerkraft. Ein Fehler entsteht, wenn ein bereits gespielter Stein umfällt, um mehr als seinen Umfang verschoben wird, einen anderen Stein berührt oder mit diesem zusammenschnappt.
Schnappen Steine an den Spielstein in der Hand, ist der Zug verwirkt, und der Spieler muss alle Steine in seiner Hand wieder zu seinem Vorrat packen. Steine, die sich nach einem Fehler auf der Spielfläche berühren, darf der Gegenspieler versuchen in einen Turm zu verwandeln, indem er einen Stein der Kette anhebt und versucht, alle berührenden Steine zu einem Turm zusammenschnappen zu lassen. Gelingt ihm dies, ohne einen anderen Fehler zu begehen, darf er diesen Turm nun auf seine Farbe umdrehen und im beliebig im Spielfeld absetzen. Es dürfen mehrere nicht zusammen hängende Türme nacheinander verwandelt werden. Begeht der aktive Spieler aber dabei einen Fehler, muss er den angehobenen Turm zu seinem Steinevorrat hinzufügen. Noch unverwandelte Türme darf nun der andere Spieler wieder versuchen zu verwandeln.
Lehnende Steine können mit dem eigenen Spielstein umgestoßen werden, nach diesem gewollten Fehler darf kein eigener Stein mehr angelehnt werden, aber man hat einen neuen Startstein gewonnen um weitere Steine anzulehnen.
Das Spiel endet, sobald ein Spieler keine Spielsteine mehr in seinem Vorrat hat. Steine in Türmen zählen jeweils einen Pluspunkt, Steine im Vorrat zählen einen Minuspunkt. Der Spieler mit den meisten Punkten gewinnt.
Je mehr Steine auf dem Spielfeld liegen, umso mehr konkurrierende Magnetfelder erschweren es, einen Stein ins Gleichgewicht zu bringen, ohne einen Fehler zu begehen, vor allem lehnende Steine können leicht zu Fehlern führen. 
Auch große Türme nehmen starken Einfluss auf die Steine im Umfeld, sie können es teilweise unmöglich machen, einen Stein in der Nähe anzulehnen.
Polarity fasziniert vor allem durch die Verbindung aus Strategie und Geschicklichkeit und dadurch, dass keine Spiele und auch keine Züge reproduzierbar sind.